# Carlos Lavaud
Carlos Lavaud (Caracas, Venezuela, 10 de diciembre de 1904; ibidem, 25 de noviembre de 1975) fue un comerciante y hombre de negocios muy ligado al equipo de béisbol Navegantes del Magallanes.
Como comerciante fue propietario de la tienda de electrodomésticos llamada  «El equipo eléctrico», ubicada en la esquina San Jacinto, cercana a la Casa Natal del Libertador Simón Bolívar en Caracas. Amante del béisbol, fue directivo de los clubes Santa Marta y Sabios del Vargas en los años 1930. 
Luego de que Venezuela ganara la Copa Mundial de Béisbol, en 1941, Lavaud logró que Luis Carratú le cediera los derechos del nombre de Magallanes y compra el equipo para darle una nueva perspectiva.  Entre 1941 y 1945, el Magallanes de Lavaud adquirió fama en el béisbol de Primera División. Entonces se revive la rivalidad Caracas-Magallanes, que tuvo sus orígenes en el purocriollismo del Cervecería. Magallanes se llevó el título de la zafra 1943-44 y con ese éxito entró al profesionalismo. Lavaud, junto con Martín Tovar Lange (Cervecería), Juan Reggeti (Vargas) y Juan Antonio Yanes “Yanesito” (Venezuela), funda la Liga Venezolana de Béisbol Profesional el 27 de diciembre de 1945, siendo en 1944 el año en que Lavaud registró los derechos de ese nombre.
Lavaud estuvo al frente del Magallanes hasta el 7 de agosto de 1956, cuando desaparece la franquicia. Durante ese lapso en la LVBP, el club ganó los torneos de 1949-1950, 1950-1951 y 1954-1955.
Lavaud muere en Caracas el 25 de noviembre de 1975. En 2015 es exaltado al Salón de la fama del béisbol venezolano.